# NGC 7530
NGC 7530 este o galaxie situată în constelația Peștii. A fost descoperită în 1 octombrie 1864 de către Albert Marth.